# Epichoristodes
Epichoristodes là một chi bướm đêm thuộc tông Archipini, họ Tortricidae.

## Các loài
- Epichoristodes acerbella (Walker, 1864)
- Epichoristodes apilectica Diakonoff, 1960
- Epichoristodes atricaput Diakonoff, 1973
- Epichoristodes atycta Bradley, 1965
- Epichoristodes canonicum Diakonoff, 1973
- Epichoristodes goniopa Diakonoff, 1960
- Epichoristodes heterotropha Bradley, 1965
- Epichoristodes incerta Diakonoff, 1960
- Epichoristodes leucocymba (Meyrick, 1912)
- Epichoristodes licmaea Meyrick, 1920
- Epichoristodes macrosema Diakonoff, 1970
- Epichoristodes panochra Bradley, 1965
- Epichoristodes psoricodes (Meyrick, 1911)
- Epichoristodes ypsilon Diakonoff, 1960